# Yórgos Bosganás
Yeóryios « Yórgos » Bosganás (grec moderne : Γεώργιος «Γιώργος» Μποσγανάς), né le 20 mai 1968, à Sydney, en Australie, est un ancien joueur de basket-ball grec. Il évoluait au poste d'ailier.

## Palmarès
- Coupe de Grèce 1991